# 永井政之
永井 政之（ながい まさし、1946年10月5日 - ）は、日本の仏教学者（仏教学博士）、曹洞宗良珊寺住職。駒澤大学名誉教授。専門は禅学、禅宗を中心とした中国仏教。群馬県渋川市出身。
駒澤大学総長、同大 禅文化歴史博物館館長などを務める。

## 来歴
群馬県渋川市生まれ。群馬県立渋川高等学校、1969年、駒澤大学仏教学部禅学科卒業。同大学院修士課程修了。博士課程満期退学。1998年に『中国仏教の文化史的研究 -中国禅宗教団と民衆』で駒澤大学より博士（仏教学）の学位を取得。
1984年に駒澤大学講師就任。1988年に助教授、1994年に教授。2017年に名誉教授。その他、曹洞宗総合研究センター主任研究員、仏教学部長、大学評議員・理事、禅文化歴史博物館館長など歴任。
2019年10月、駒澤大学総長に就任。

## 受賞
- 1986年 日本印度学仏教学会賞[8]

## 著書
- 『雲門　立て前と本音のはざまに生きる』臨川書店〈唐代の禅僧〉、2008年 ほか

### 論文
- CiNii>永井政之